# Henri Sarly
Henri-Jean-Edmond-Arnould (Henri) Sarly (Tienen, 28 december 1883 - Brussel, 3 december 1954) was een Belgisch componist.
Hij was zoon van Edouard-Alphonse Sarly (chef de musique) en Pauline Henriette Gellaerts. Hijzelf was getrouwd met Marguerite Adèle Désirée Marinus.
Sarly was een leerling aan de Muziekschool Leuven. Daarna volgde een intensieve studie aan het conservatorium te Brussel. Leraren waren aldaar Edgar Tinel, Gustave Huberti en Alphonse Mailly. Ook waren er lessen van Adolphe Samuel, Paul Gilson en Léon Du Bois. Hij werd met de cantate Genoveve van Brabant op tekst van V. Gilles (1903) en Tycho Brahe op tekst van M. Brusselmans (1907) laureaat van de prijs van Rome. Hij werd zelf leraar en pedagoog aan het genoemde conservatorium alsook inspecteur muziekonderwijs middelbaar en hoger onderwijs voor het Vlaamse landsgedeelte. Zijn beroepservaring kristalliseerde zich in een theoretische en praktische cursus, een meesterwerk op het gebied van de Belgische muziekdidactiek. In aanvulling op deze werkzaamheden was hij dirigent bij diverse fanfare- en harmonieorkesten in Tienen en Halle. Hij deed in dat genre ook jurywerk bij wedstrijden
Hij schreef melodieën en pianomuziek, een Sonate voor viool en piano, een kwintet, cantates, een mis ter ere van Sint-Michiel en stukken voor symfonieorkest die getuigen van een krachtige persoonlijkheid en grondige vakkennis.Hij schreef daarbij in een modern idioom, de stijl van Gabriel Fauré en diens leerling Marie-Eugène Duparc.
Zijn Franstalige opvoeding ten spijt bleef hij, net als zijn broer Albert, gehecht aan de tradities van zijn geboortegrond en verrijkte hij de Vlaamse folklore met bijdragen van hoog artistiek gehalte. Een voorbeeld hiervan is zijn (en deels van zijn broer Albert) Vijftien kantwerkstersliederen uit Ieper en Poperinge, dat overigens postuum werd uitgebracht (1960).
Hij was bevriend met Denijs Dille, de biograaf van Béla Bartók.
- Bibliothèque nationale de France: cb155027364 (data)
- Gemeinsame Normdatei: 124874294X
- International Standard Name Identifier: 0000 0000 4186 7963
- Library of Congress Control Number: no2002063661
- MusicBrainz: 90521889-54f4-417f-a7e8-cebb3558741e
- Nationale Bibliotheek van Tsjechië: mzk2012707839
- Nederlandse Thesaurus van Auteursnamen: 338238395
- Virtual International Authority File: 63679264
- WorldCat: E39PBJv8D4Df3rKBKt46TkcByd